# マーラ・カルファーニャ
マリア・ロザリア・「マーラ」カルファーニャ（イタリア語: Maria Rosaria "Mara" Carfagna、1975年12月18日 - ）は、イタリアの政治家。同国の機会均等担当大臣を務めた。

## 来歴
イタリアのテレビ局に勤務後、モデル・タレントを経て2006年にイタリア代議院に議員当選、政治家に転身した。2008年よりシルヴィオ・ベルルスコーニ政権において機会均等担当大臣に就任し、「世界で最も美しい閣僚」とされたが、2010年11月19日に政界を引退する意向であると報じられた。